# Chris Miller (animador)
Christopher Matthew "Chris" Miller (Washington D. C., 20 de enero de 1968) es un animador, artista de guion gráfico, actor de voz, y director estadounidense. Es la voz de El espejo mágico de la franquicia Shrek y Kowlaski en la franquicia Madagascar.

## Biografía
Miller nació el 20 de enero de 1968 en Washington D. C. Estudió animación en el Instituto de Artes de California.

## Carrera
En una entrevista con Robert K. Elder para The Film That Changed My Life, Miller atribuye su éxito en el cine a Sleepers. "Estaría sin un centavo y borracho en la esquina, pidiendo dinero, si no hubiera visto la película. Te lo garantizo".
En 2011, Miller dirigió El gato con botas, un spin-off y secuela de la franquicia Shrek. Su esposa, Laura Gorenstein Miller, trabajó como coreógrafa de danza.

## Vida privada
Miller está casado con la coreógrafa Laura Gorenstein Miller desde 1996.

## Filmografía

### Cine
| Año  | Película                                           | Director | Codirector  | Rol                             | Notas                                 |
| ---- | -------------------------------------------------- | -------- | ----------- | ------------------------------- | ------------------------------------- |
| 2001 | Shrek                                              | No       |             | Voz de Geppetto y Espejo mágico | Artista de historia/diálogo adicional |
| 2004 | Shrek 2                                            | No       |             | Voz de Espejo mágico            | Jefe de historia                      |
| 2005 | Madagascar                                         | No       |             | Voz de Kowalski                 | Artista de historia                   |
| 2007 | Shrek tercero                                      | Sí       | Raman Hui   |                                 |                                       |
| 2008 | Madagascar 2: Escape de África                     | No       |             | Voz de Kowalski                 |                                       |
| 2009 | Monstruos vs. Aliens                               |          |             |                                 | Artista de historia                   |
| 2009 | Feliz Madagascar                                   | No       |             | Voz de Kowalski                 |                                       |
| 2010 | Shrek para siempre                                 |          |             | Voz de Espejo mágico            |                                       |
| 2011 | El Gato con Botas                                  | Sí       |             |                                 |                                       |
| 2012 | Madagascar 3: Los fugitivos                        |          |             | Voz de Kowalski                 |                                       |
| 2013 | Turbo                                              |          |             |                                 |                                       |
| 2014 | Los pingüinos de Madagascar                        |          |             | Voz de Kowalski                 |                                       |
| 2017 | Un jefe en pañales                                 |          |             |                                 |                                       |
| 2017 | Las aventuras de Capitán Calzoncillos: La película |          |             |                                 |                                       |
| 2025 | Pitufos                                            | Sí       | Matt Landon | Voces adicionales               |                                       |

### Televisión
| Año  | Serie          | Rol               | Notas |
| ---- | -------------- | ----------------- | ----- |
| 2013 | Phineas y Ferb | Voces adicionales |       |